# Данао
Данао — місто в провінції Себу на Філіппінах. За даними перепису 2015 року мало населення 136 471 особу. Данао є частиною агломерації Себу. Адміністративно поділяється на 42 баранґаї.

## Галерея

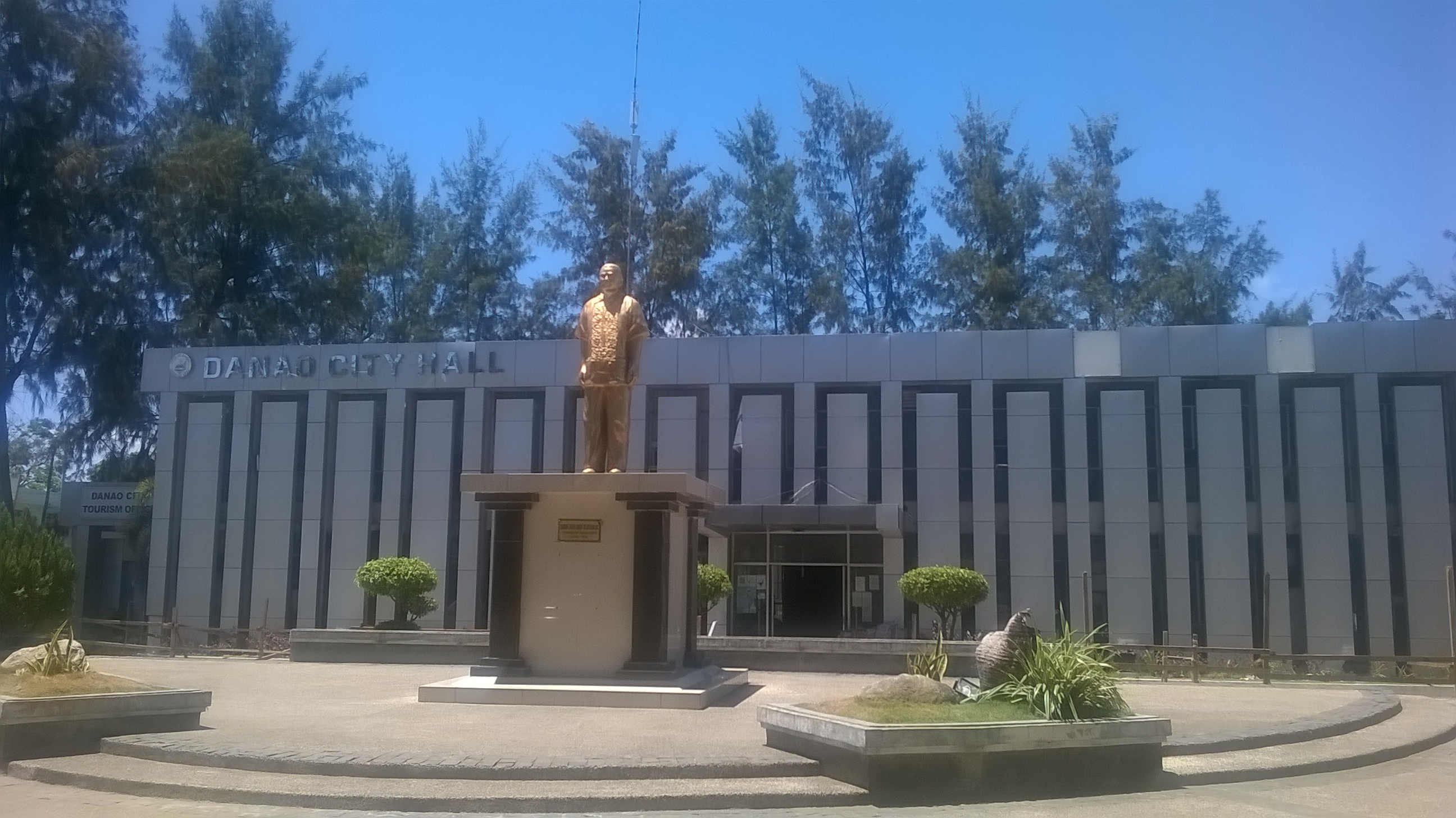
Сіті-хол відкритий в 2013 році
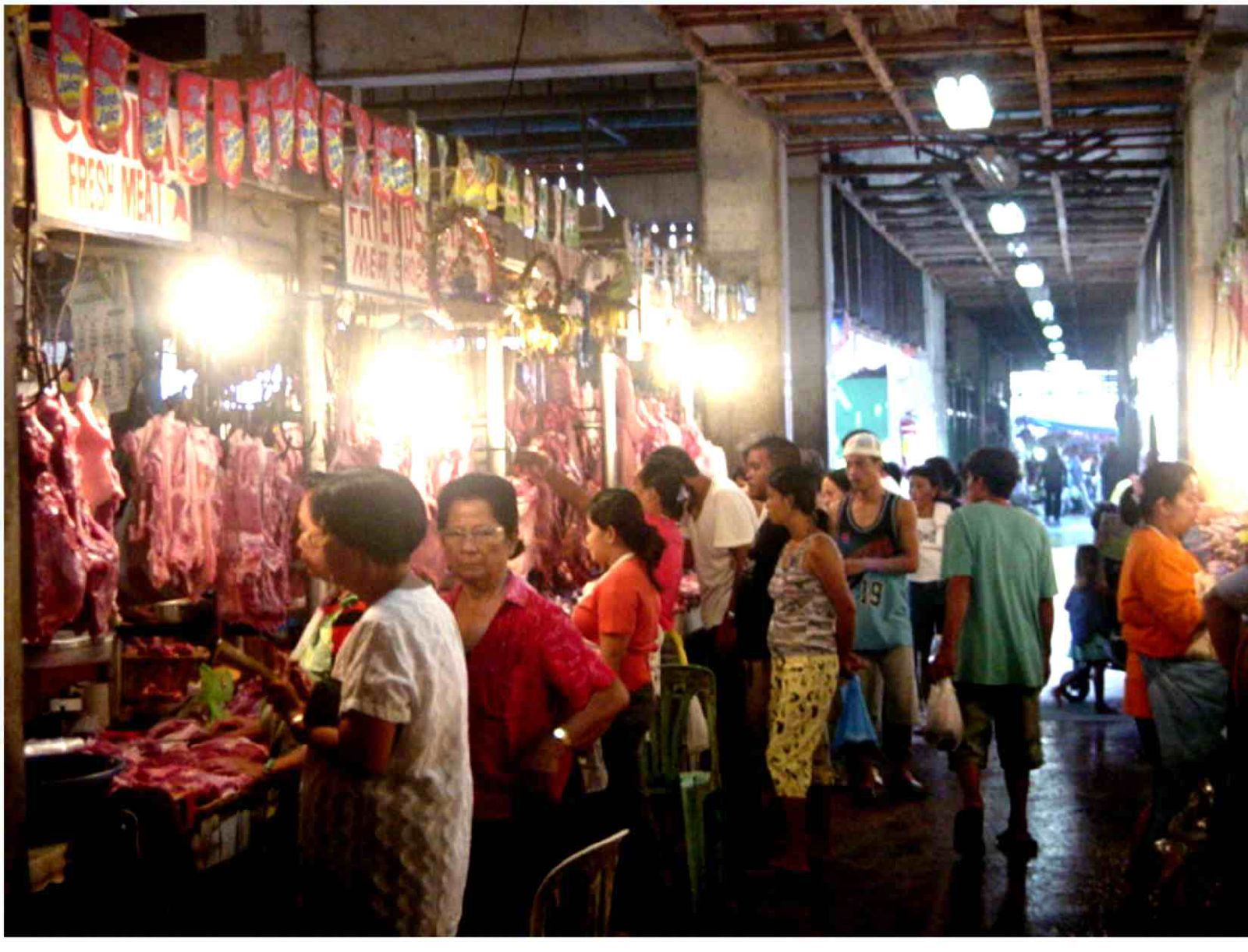
Міський супермаркет
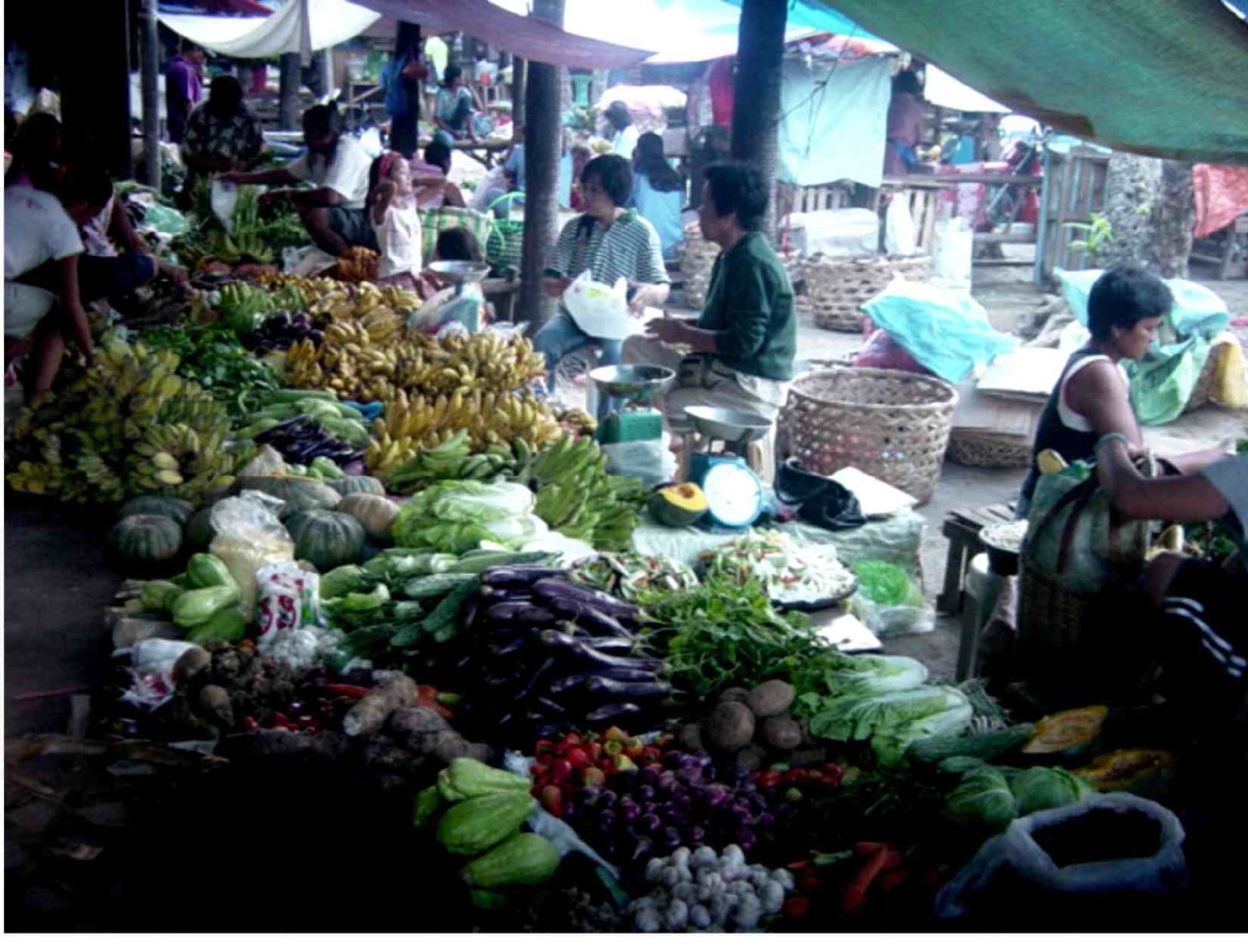
Міський ринок

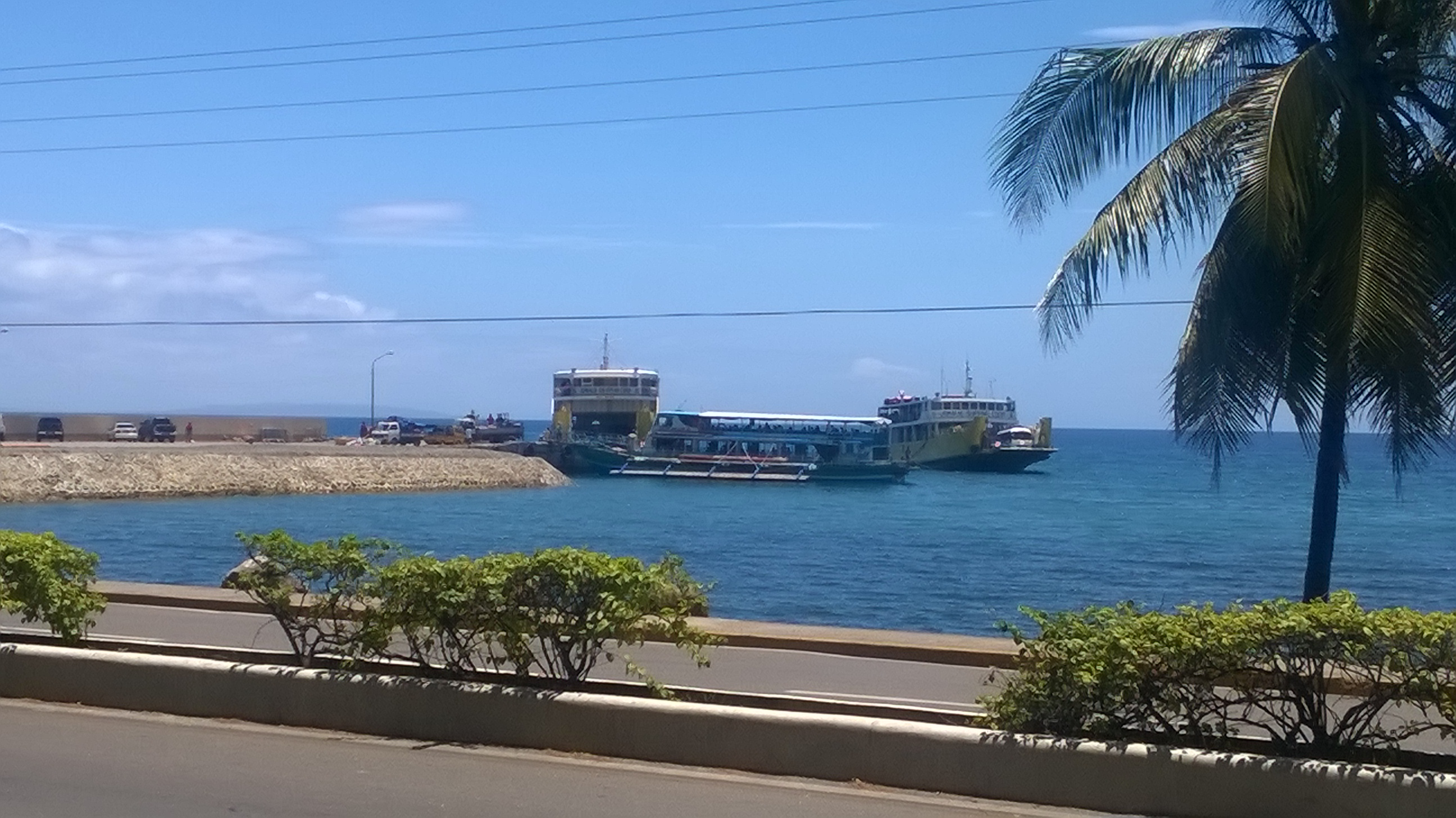
Поромна переправа до островів Камотес і Лейте
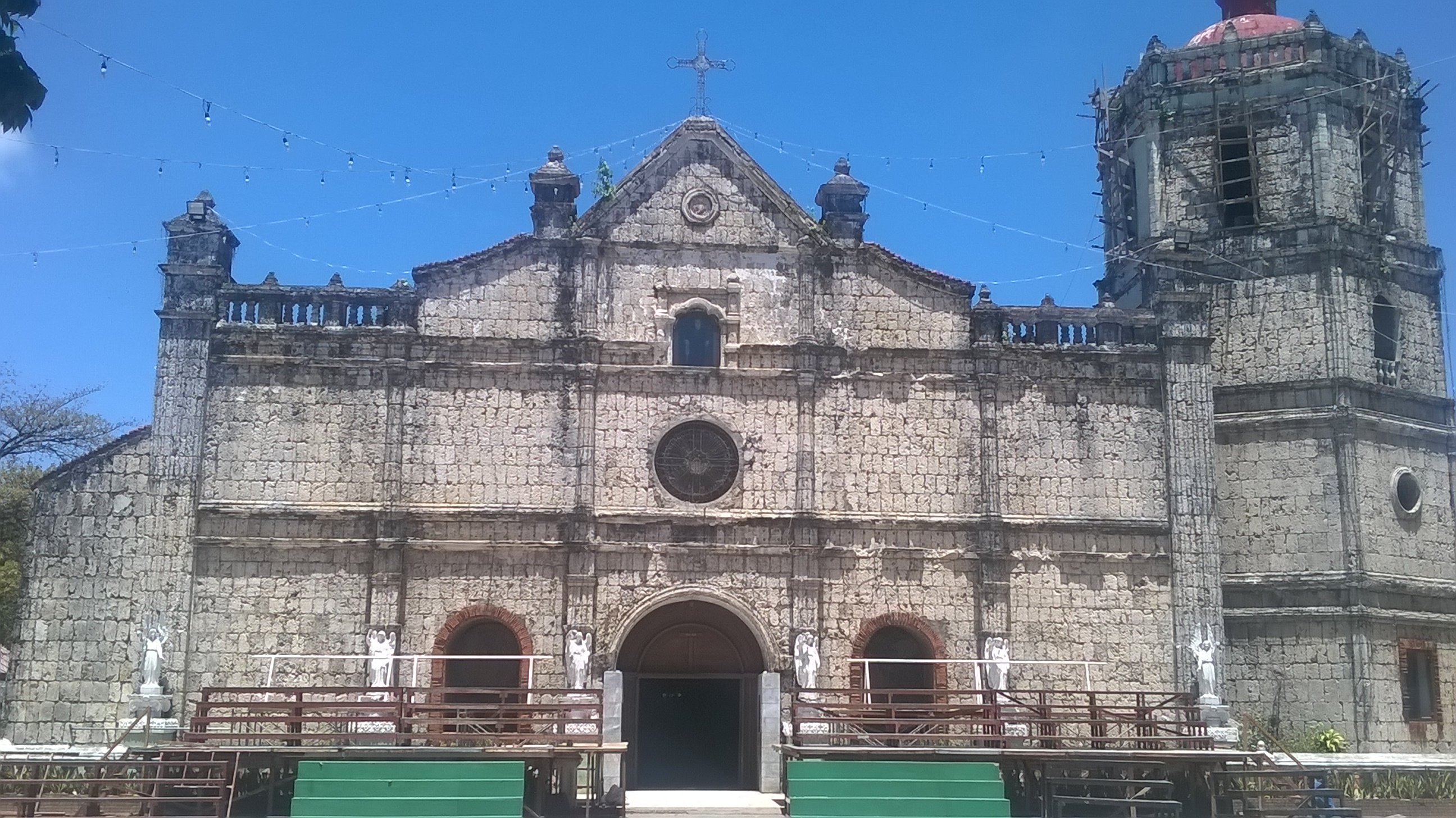
Церква
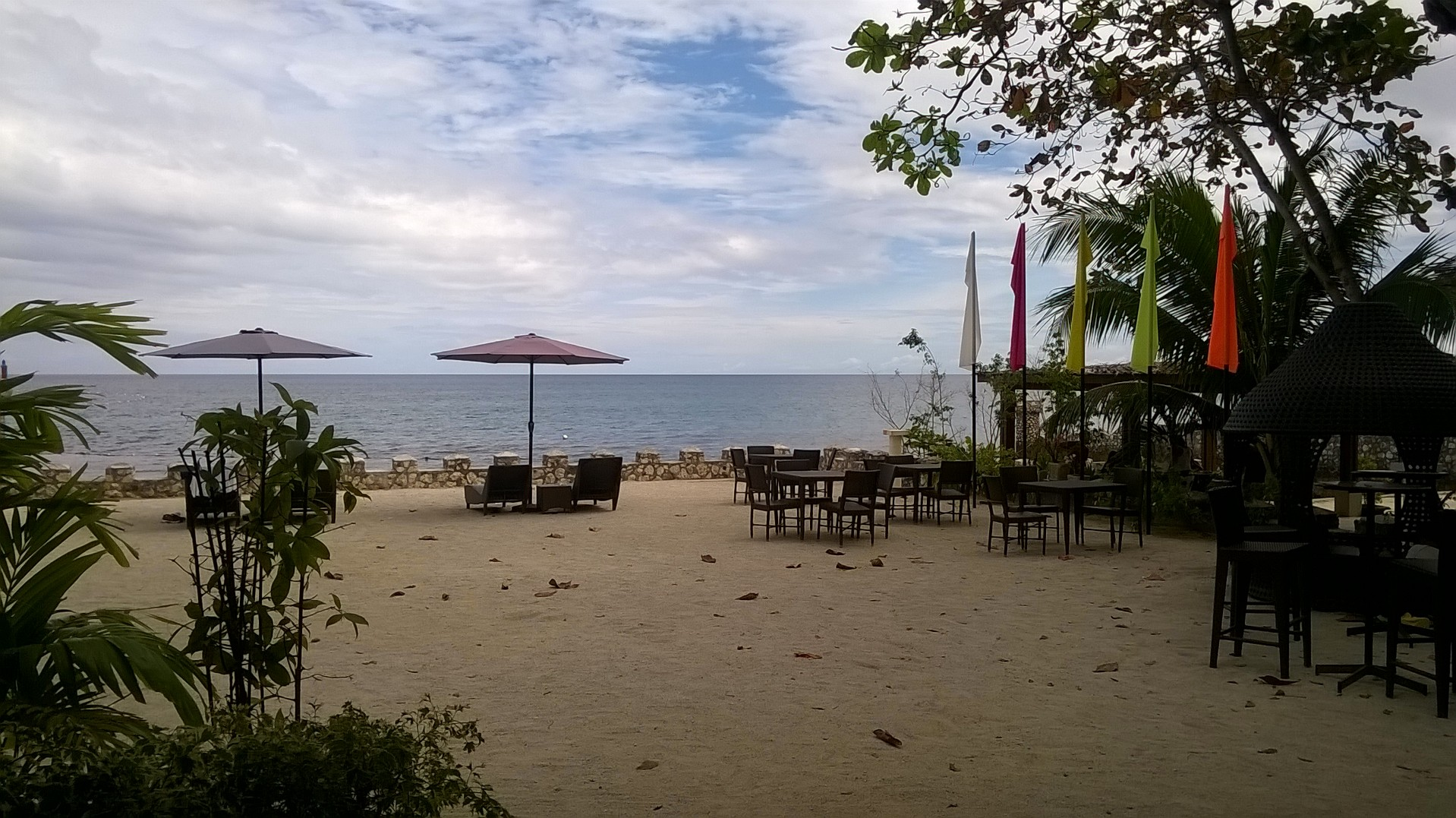
Курорт

| Філіппіни | Це незавершена стаття з географії Філіппін. Ви можете допомогти проєкту, виправивши або дописавши її. |